# 6235 Burney
A 6235 Burney (ideiglenes jelöléssel 1987 VB) a Naprendszer kisbolygóövében található aszteroida. Ueda Szeidzsi és Kaneda Hirosi fedezte fel 1987. november 14-én.